# Yellowknife
Pour les articles homonymes, voir Yellowknife (homonymie).
Yellowknife (/ˈjɛ.loʊ̯.naɪ̯f/ ; en tlicho : Sǫ̀mbak’è) est la capitale ainsi que la plus grande ville des Territoires du Nord-Ouest, au Canada. Située sur l'estuaire de la rivière Yellowknife (rive droite), sur la côte  nord du Grand Lac des Esclaves, elle se trouve à 512 km au sud du cercle Arctique. Son nom vient des couteaux (knife en anglais) de cuivre utilisés par les Couteaux-jaunes, une population autochtone résidant dans la région où se situe la ville. Yellowknife est une ville ethniquement diversifiée. Les onze langues officielles du territoire y sont parlées dans une certaine proportion, en plus des langues des populations immigrantes. Le nom en langue tlicho de la ville signifie « endroit où se trouve l'argent ».

## Histoire
Le site de Yellowknife est situé dans le territoire traditionnel de chasse des Chipewyans. Peter Pond est probablement le premier Blanc à atteindre le site de la ville, vers 1785 ; il est en tout cas le premier à l'identifier sur une carte la même année. L'année suivante, il établit l'ancien fort Providence à 30 kilomètres au sud-est (à ne pas confondre avec l'actuel Fort Providence). Ce fort sert jusqu'en 1823 d'avant-poste au fort Athabasca, situé dans le nord de l'Alberta. À l'époque, la seule ville de la région est Dettah, située à 5 kilomètres au sud-est et peuplée par les Dénés. Des trappeurs, des chasseurs et des prospecteurs campent toutefois à la baie de Yellowknife. En 1789, à la recherche du fleuve Mackenzie, Alexander MacKenzie visite le fort Providence. Le site de Yellowknife est peuplé au début du XIXe siècle par les Couteaux-jaunes, une population désormais incluse dans les Chipewyans. Les Couteaux-jaunes se déplaçaient beaucoup pour le commerce. John Franklin campe près du site de la ville en 1820. La population des Chipewyans décline à la même époque et le site de la ville est repeuplé par les Tlichos.
En 1898, un prospecteur trouve de l'or à Yellowknife durant la ruée vers l'or du Klondike. Un premier gisement d'or à l'état natif est découvert en 1934 et une première mine ouvre ses portes en 1936. Le district administratif de Yellowknife est créé en 1939; la ville est alors située dans le district de Mackenzie. La ville prend rapidement de l'expansion et sa population atteint 1000 personnes en 1940. L'extraction minière est interrompue durant la Seconde Guerre mondiale, sauf à la mine Con. Après la guerre, la réouverture des mines et l'ouverture de la nouvelle mine Giant cause un développement si important que la Nouvelle-ville (New Town) est fondée en 1947. Une centrale hydroélectrique est bâtie au lac Snare en 1948. Yellowknife devient un district municipal en 1953 et les premières élections municipales ont lieu. 

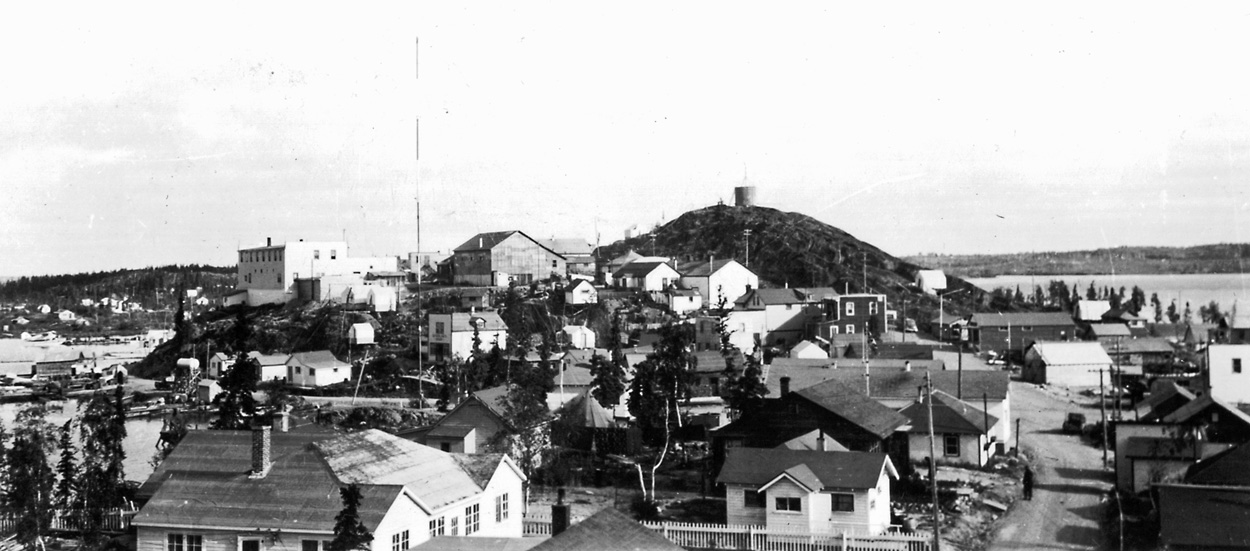
Yellowknife durant les années 1940 ou 1950.

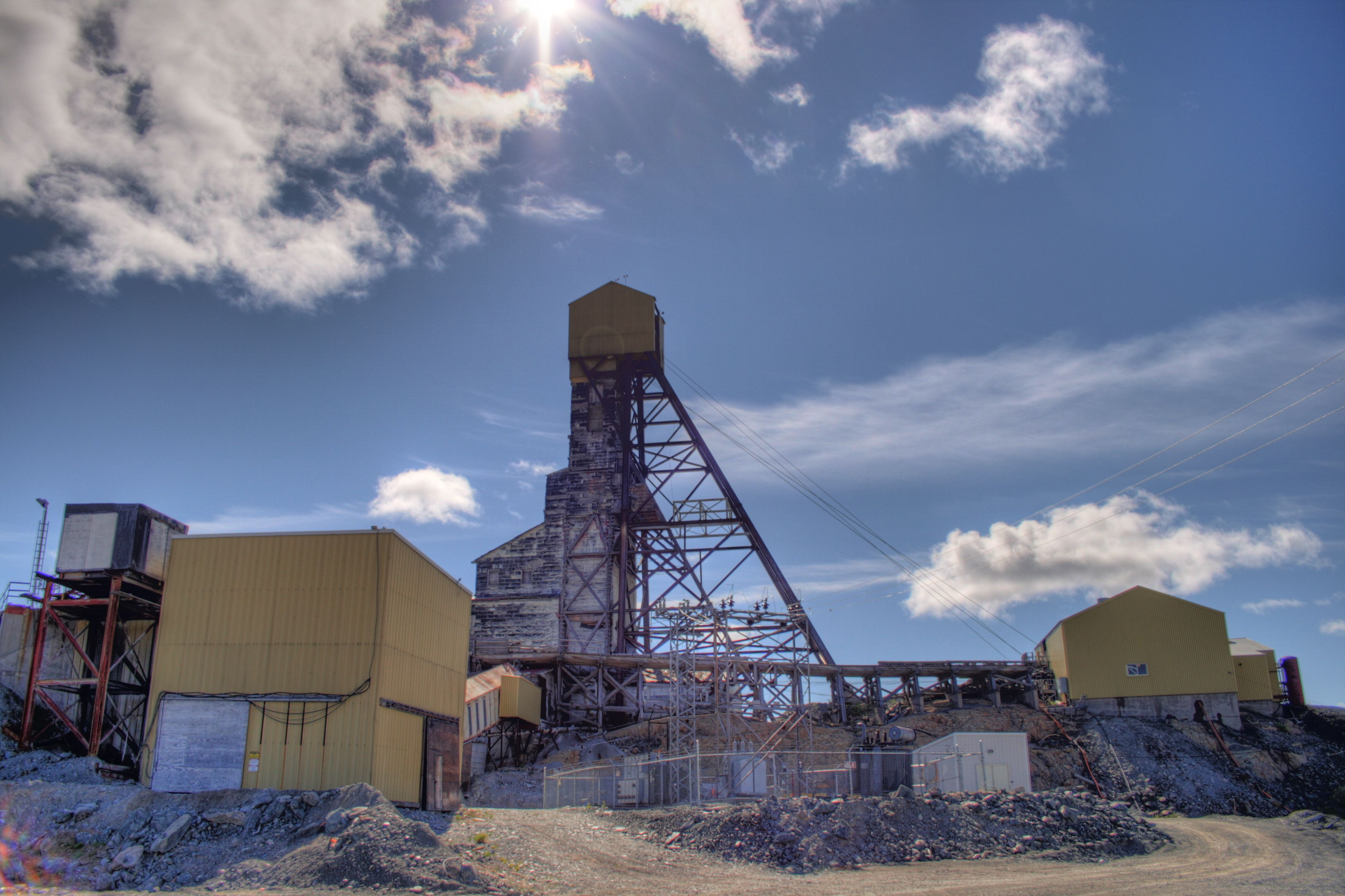
Les ruines de la mine Giant, en 2008.

Une route est construite en 1960 ; jusque-là, la ville était uniquement accessible en avion ou par une route de glace durant l'hiver sur le Grand lac des Esclaves. En 1967, la ville devient la capitale des Territoires du Nord-Ouest lorsque le gouvernement du Canada y déplace les commissaires des Territoires du Nord-Ouest et du gouvernement territorial d'Ottawa, contribuant à l'économie de la ville. En 1970, Yellowknife est constituée en ville, la seule à ce jour dans les territoires. En 1986, la mine Giant est l'une des dix plus productive au monde. En 1992, durant une grève, un mineur fait exploser une bombe dans un tunnel, causant 9 morts ; c'est le plus important crime de l'histoire industrielle canadienne. Durant les années 1990, l'économie de la ville souffre des compressions budgétaires du gouvernement fédéral. Le premier avril 1999, le Nunavut est formé à partir de l'est des Territoires du Nord-Ouest, et le tiers des fonctionnaires y sont déplacés, nuisant davantage à l'économie de la ville. À la suite de l'épuisement de la ressource, de l'augmentation des coûts et du bas prix de l'or, la mine Con ferme en 2003, suivie par la mine Giant en 2004.
Des diamants sont découverts en 1991. La première mine au pays, la mine Ekati, est inaugurée en 1998. La mine Diavik ouvre en 2003, la mine de Snap Lake ouvre en 2007 pour fermer en 2016, et la mine Gahcho Kué ouvre en 2016. Ces mines vivent en autarcie la majeure partie de l'année jusqu'à ce que les lacs gèlent pour que des routes soient fabriquées sur les glaces afin que des semi-remorque y transportent du matériel.
En août 2023, tous les habitants de la ville reçoivent l'ordre d'évacuer avant midi le 17 août, en raison des feux de forêt. L'ordre d'évacuation s'applique également aux communautés de Ndılǫ, Dettah et de la route Ingraham Trail.

## Géographie

### Climat
Yellowknife bénéficie d'un climat subarctique, caractérisé par des hivers longs et froids et des étés courts et frais. Le mois le plus chaud a une température moyenne de 16,8 °C et le plus froid une température de −27,3 °C. La ville reçoit 280 mm de précipitations annuellement dont 150 cm de neige. La journée la plus chaude fut le 19 juillet 1989, avec 32,5 °C et la plus froide fut le 31 janvier 1947, avec −51,2 °C. La journée ayant eu le plus de précipitations fut le 15 août 1973, avec 82,8 mm de pluie. Le 20 février 1982 a le record de neige, avec 23,7 centimètres, alors que la plus importante accumulation a eu lieu en mars 1958, avec 81 cm. Yellowknife est la ville la plus ensoleillée du Canada durant l'été, avec 1 030 heures en moyenne.

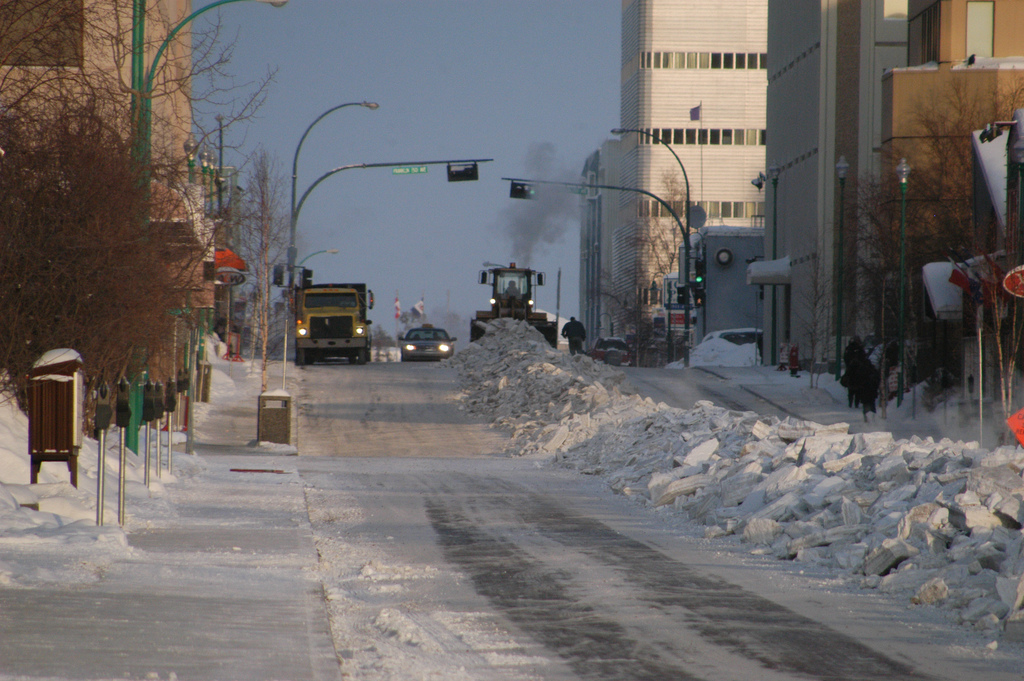
L'hiver à Yellowknife.
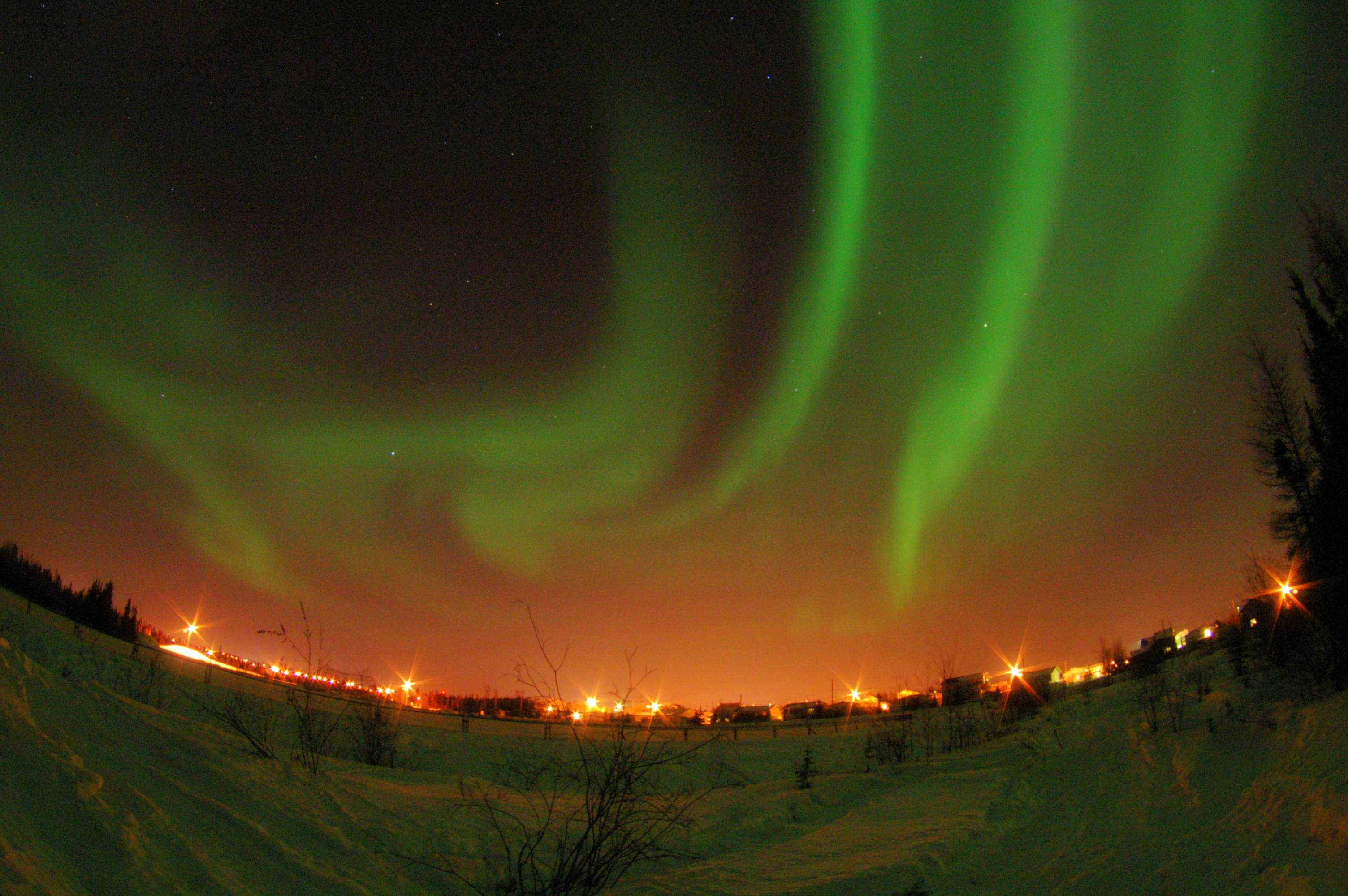
Les aurores boréales à Yellowknife.

| Mois                                  | jan.       | fév.       | mars       | avril      | mai        | juin      | jui.      | août      | sep.      | oct.       | nov.       | déc.       | année          |
| ------------------------------------- | ---------- | ---------- | ---------- | ---------- | ---------- | --------- | --------- | --------- | --------- | ---------- | ---------- | ---------- | -------------- |
| Température minimale moyenne (°C)     | −29,5      | −27,5      | −22,7      | −11        | −0,5       | 8,5       | 12,6      | 10,2      | 4         | −4,2       | −17,5      | −25,7      | −8,6           |
| Température moyenne (°C)              | −25,6      | −22,9      | −16,8      | −5,3       | 4,5        | 13,3      | 17        | 14,2      | 7,2       | −1,7       | −13,7      | −21,8      | −4,3           |
| Température maximale moyenne (°C)     | −21,6      | −18,1      | −10,8      | 0,4        | 9,7        | 18,1      | 21,3      | 18,1      | 10,4      | 0,9        | −10        | −17,8      | 0              |
| Record de froid (°C) date du record   | −51,2 1947 | −51,2 1947 | −43,3 1955 | −40,6 1967 | −22,8 1959 | −4,4 1967 | 0,6 1951  | −0,6 1982 | −9,7 1983 | −28,9 1972 | −44,4 1966 | −48,3 1946 | −51,2 1/2/1947 |
| Record de chaleur (°C) date du record | 3,4 1985   | 6,2 1986   | 9,3 1993   | 20,4 2010  | 26,3 2015  | 31,1 2013 | 32,5 1989 | 32,6 2021 | 26,1 1951 | 19 1988    | 7,8 1956   | 2,8 1944   | 32,6 2/8/2021  |
| Ensoleillement (h)                    | 50,6       | 107,3      | 188,4      | 276,4      | 335,7      | 373,8     | 358       | 276,2     | 157,7     | 65         | 42,7       | 24,6       | 2 256,5        |
| Précipitations (mm)                   | 14,3       | 14,1       | 13,9       | 11,3       | 18,4       | 28,9      | 40,8      | 39,3      | 36,3      | 30,3       | 24,8       | 16,2       | 288,6          |
| dont pluie (mm)                       | 0,1        | 0          | 0,2        | 2,5        | 13,8       | 28,9      | 40,8      | 39,2      | 32,7      | 12,1       | 0,3        | 0,2        | 170,7          |
| dont neige (cm)                       | 19,7       | 20         | 18,5       | 10,3       | 4,7        | 0         | 0         | 0,1       | 3,5       | 20,9       | 36,5       | 23,5       | 157,6          |
| Nombre de jours avec précipitations   | 10,7       | 10         | 8,4        | 5          | 6,6        | 7,6       | 9,6       | 10,5      | 11,2      | 13,4       | 14,4       | 11,2       | 118,5          |
| Humidité relative (%)                 | 64,6       | 61,6       | 54,7       | 52,5       | 45,9       | 45,2      | 47,9      | 55,7      | 64,7      | 75,2       | 77,8       | 69,2       | 59,6           |
| Nombre de jours avec neige            | 11,9       | 11         | 9,2        | 4,4        | 2,1        | 0,1       | 0         | 0,1       | 1,2       | 10         | 16         | 12,8       | 78,6           |

| Diagramme climatique                                  |                |                |            |             |             |              |              |           |             |              |                |
| J                                                     | F              | M              | A          | M           | J           | J            | A            | S         | O           | N            | D              |
| −21,6−29,514,3                                        | −18,1−27,514,1 | −10,8−22,713,9 | 0,4−1111,3 | 9,7−0,518,4 | 18,18,528,9 | 21,312,640,8 | 18,110,239,3 | 10,4436,3 | 0,9−4,230,3 | −10−17,524,8 | −17,8−25,716,2 |
| Moyennes : • Temp. maxi et mini °C • Précipitation mm |                |                |            |             |             |              |              |           |             |              |                |

## Démographie
La ville comptait 18 700 habitants en 2006, soit une augmentation de 13,1 % en 5 ans. Il y avait en tout 6 630 ménages dont 5 025 familles. Les ménages comptaient en moyenne 2,8 personnes tandis que les familles comptaient en moyenne 3,1 personnes. Les ménages étaient composés de couples avec enfants dans 36,2 % des cas, de couples sans enfants dans 25,3 % des cas et de personnes seules dans 19,6 % des cas alors que 18,8 % des ménages entraient dans la catégorie autres (familles monoparentales, colocataires, etc.). 60,2 % des familles comptaient un couple marié, 24,1 % comptaient un couple en union libre et 15,7 % étaient monoparentales. Dans ces dernières, une femme était le parent dans 70,3 % des cas. L'âge médian était de 32,2 ans, comparativement à 31,2 ans pour le territoire. 78,5 % de la population était âgée de plus de 15 ans, comparativement à 76,1 % pour le territoire. Les femmes représentaient 49,1 % de la population, comparativement à 48,8 % pour le territoire. Chez les plus de 15 ans, 45,7 % étaient célibataires, 42,2 % étaient mariés, 3,0 % étaient séparés, 7,4 % étaient divorcés et 1,7 % étaient veufs. De plus, 16,1 % vivaient en union libre.
| 1986   | 1991   | 1996   | 2001   | 2006   | 2011   | 2016   |
| ------ | ------ | ------ | ------ | ------ | ------ | ------ |
| 11 753 | 15 179 | 17 275 | 16 541 | 18 700 | 19 234 | 19 569 |

En 2006, les autochtones représentaient 22,2 % de la population et 9,9 % des habitants faisaient partie d'une minorité visible. Les immigrants représentaient 11,6 % de la population et 1,2 % des habitants étaient des résidents permanents. 4,6 % des habitants n'étaient pas citoyens canadiens et 72,2 % des habitants âgés de plus de 15 ans étaient de la troisième génération, ou plus, de leur famille au Canada. En date du 16 mai 2006, 75,2 % des gens avaient la même adresse depuis au moins un an mais seulement 42,0 % des gens avaient la même adresse depuis au moins cinq ans.
La population actuelle est ethniquement mélangée et le gouvernement du territoire recense six langues parlées en nombre significatif : le chipewyan, l’esclave du Nord, l’esclave du Sud, le tlicho, l'anglais et le français.
Toujours en 2006, la langue maternelle était l'anglais chez 80,9 % des habitants, le français chez 3,8 % et les deux langues chez 0,1 % alors que 15,3 % étaient allophones. Les deux langues officielles au niveau fédéral étaient comprises par 14,0 % de la population alors que 0,2 % des habitants étaient unilingues francophones, que 85,3 % étaient unilingues anglophones et que 0,4 % ne connaissaient ni l'anglais ni le français. L'anglais était la langue la plus utilisée à la maison par 91,2 % des gens, le français par 2,0 %, les deux langues officielles par 0,1 %, l'anglais et une langue non officielle par 0,7 % et une langue non officielle seule par 6,1 %. L'anglais était utilisé au travail par 98,0 % des travailleurs et le français par 1,3 % alors que 0,2 % des travailleurs utilisaient les deux langues officielles, que 0,2 % utilisaient l'anglais et une langue non officielle et que 0,4 % utilisaient uniquement une langue non officielle.
| Évolution des langues maternelles (en %) | Légende                                                         |
| ---------------------------------------- | --------------------------------------------------------------- |
|                                          | - Anglais - Français - Anglais et français - Autre(s) langue(s) |
| Sources,:                                |                                                                 |

## Économie

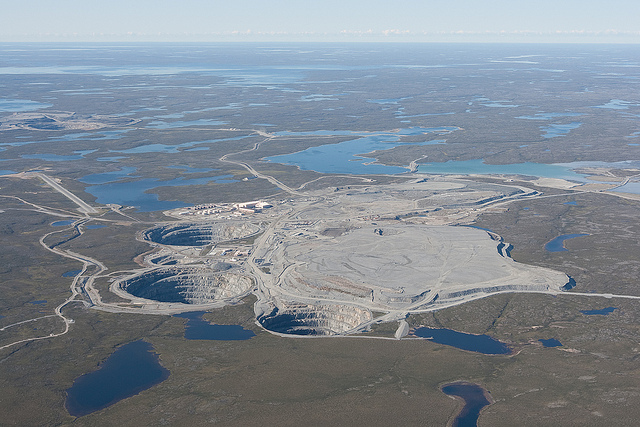
La mine Ekati.

Les gouvernements locaux, territoriaux et fédéraux sont les plus grands employeurs, devant l'industrie minière.
Pour sa part, la Chambre de commerce de Yellowknife est un organisme qui depuis 1946 œuvre au sein de la municipalité afin d'être un chef de file dans l'amélioration et le développement de la communauté économique de Yellowknife,.
Le recensement de 2006 de Statistique Canada fournit aussi des données sur l'économie. Chez les habitants âgés de plus de quinze ans, le taux d'activité était alors de 84,2 %, le taux d'emploi était de 79,4 % et le taux de chômage était de 5,8 %; à titre de comparaison, ceux du territoire étaient respectivement de 76,5 %, 68,6 % et 10,4 %.
On dénombrait 8,2 % des emplois dans l'agriculture, la pêche et les autres ressources, 4,6 % dans la construction, 2,0 % dans la fabrication, 1,6 % dans le commerce de gros, 9,7 % dans le commerce de détail, 3,8 % dans la finance et l'immobilier, 8,5 % dans la santé et les services sociaux, 5,3 % dans l'éducation, 22,3 % dans les services de commerce et 34,0 % dans les autres services.
Chez les personnes âgées de 15 ans et plus, 12 790 ont déclaré des gains et 14 030 ont déclaré un revenu en 2005. 92,2 % avaient aussi déclaré des heures de travail non rémunérées. Le revenu médian s'élevait alors à 44 567 $ avant et à 38 232 $ après impôt, comparativement à la moyenne provinciale de 35 006 $ avant et 31 135 $ après impôt; les femmes gagnaient en moyenne 4 225 $ de moins que les hommes après impôt, soit 34 007 $. En moyenne, 91,9 % du revenu provenait de gains, 4,1 % de transferts gouvernementaux et 4,0 % d'autres sources.
Parmi la population active occupée, 3,8 % des gens travaillaient à domicile, aucun ne travaillait en dehors du pays, 6,9 % étaient sans lieu de travail fixe et 89,2 % avaient un lieu de travail fixe. Parmi les travailleurs ayant un lieu de travail fixe, 93,5 % travaillaient en ville, 5,9 % travaillaient ailleurs dans la même division de recensement, aucun ne travaillait dans une autre division de recensement et 0,7 % travaillaient dans une autre province ou territoire.

## Administration

### Conseil municipal

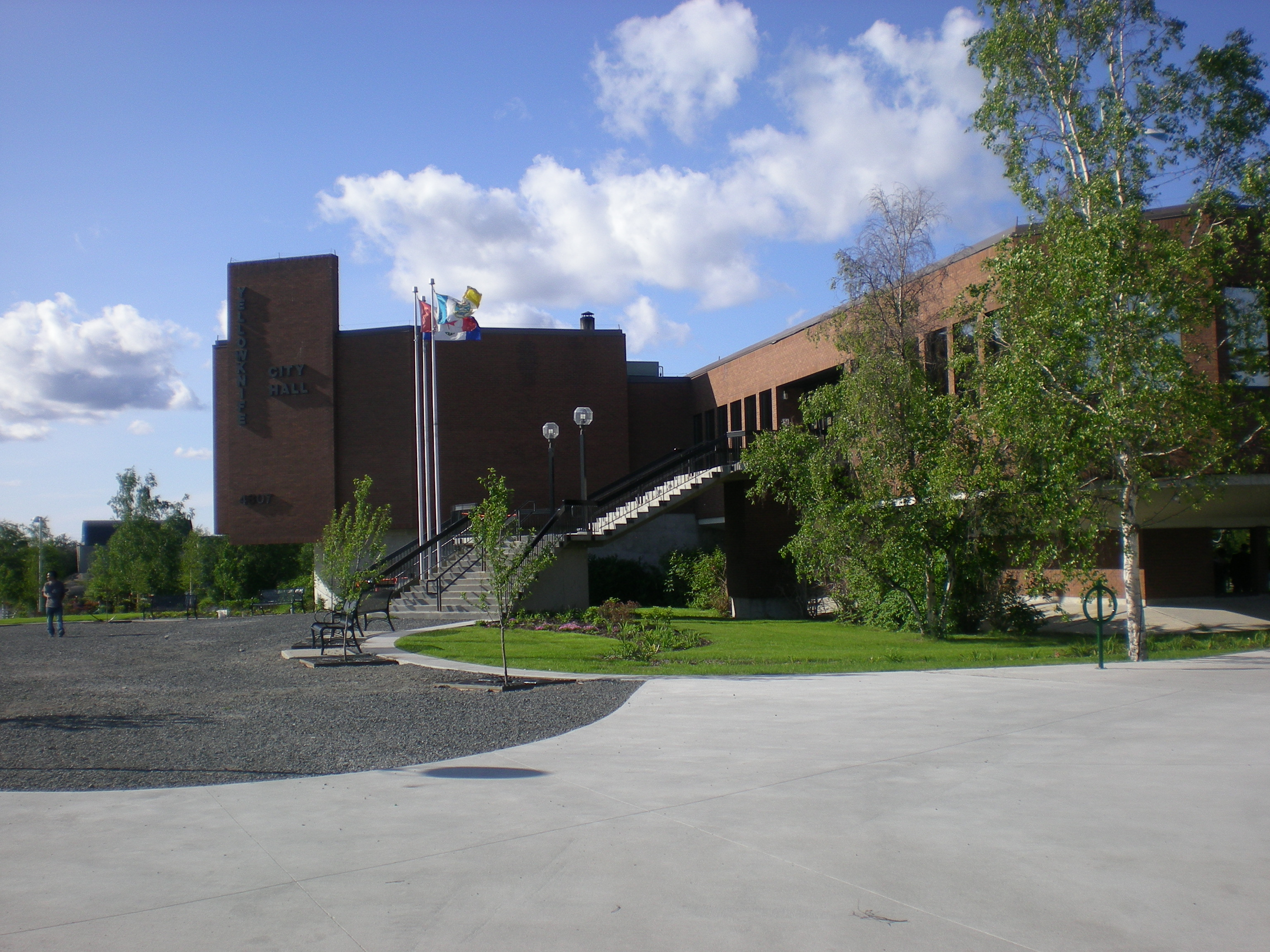
L'hôtel de ville de Yellowknife.

Le conseil municipal est formé d'un maire et de huit conseillers. Le mandat des élus dure trois ans.
| Mandat          | Fonctions   | Nom(s)                                                                            |
| --------------- | ----------- | --------------------------------------------------------------------------------- |
| 2015 - en cours | Maire       | Mark Heyck                                                                        |
| 2015 - en cours | Conseillers | R. Alty, A. Bell, L. Bussey, N. Konge, S. Morgan, J. Morse, S. Payne, R. Silverio |

|  | Indépendant | 1953        | John G. « Jock » McNiven |
|  | Indépendant | 1954-1955   | Gordon A. Allen          |
|  | Indépendant | 1956-1957   | Fred W. Henne            |
|  | Indépendant | 1958-1963   | Ted Horton               |
|  | Indépendant | 1964-1967   | John Parker              |
|  | Indépendant | 1967        | C.M. « Chet » Wilkinson  |
|  | Indépendant | 1968-1973   | Fred W. Henne            |
|  | Indépendant | 1974-1975   | Robert M. Findlay        |
|  | Indépendant | 1976-1979   | Fred W. Henne            |
|  | Indépendant | 1980-1983   | Michael A. Ballantyne    |
|  | Indépendant | 1984-1985   | Don G. Sian              |
|  | Indépendant | 1986-1987   | Michael McGrath          |
|  | Indépendant | 1988-1994   | Pat McMahon              |
|  | Indépendant | 1994-2000   | David Lovell             |
|  | Indépendant | 2000 - 2012 | Gordon Van Tighem        |
|  | Indépendant | 2012 - 2018 | Mark Heyck               |

### Gouvernement territorial

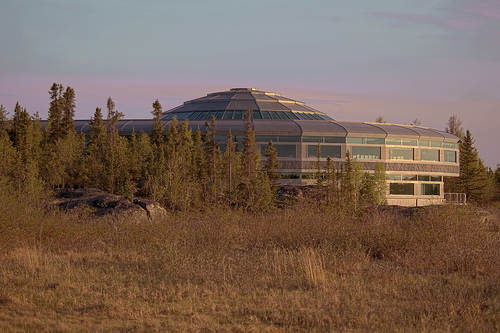
L'édifice de l'Assemblée législative des Territoires du Nord-Ouest

Yellowknife est la capitale des Territoires du Nord-Ouest. La ville est donc le siège de l'Assemblée législative des Territoires du Nord-Ouest, des différents ministères, de la Cour d'appel des Territoires du Nord-Ouest, de la Cour suprême des Territoires du Nord-Ouest et de la Cour territoriale des Territoires du Nord-Ouest.

## Vivre à Yellowknife

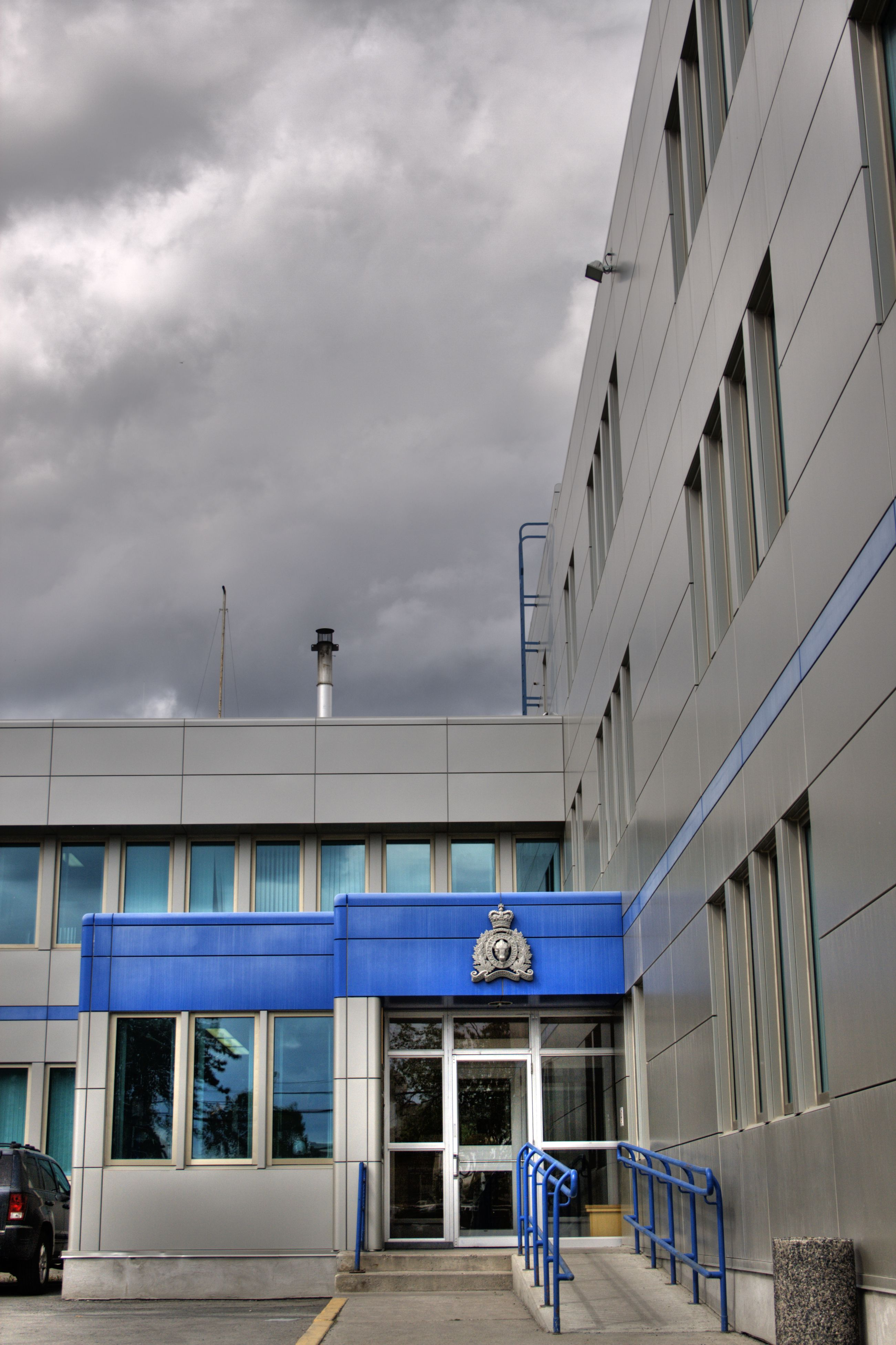
Le quartier général de la GRC.

### Transport
Yellowknife Transit est la société qui exploite le transport en commun. Il y a trois lignes d'autobus régulières, deux lignes express et un service de transport adapté, le Yellowknife Accessible Transit System (YATS).

### Éducation
La ville compte trois commissions scolaires. La Commission scolaire francophone gère deux écoles publiques francophones, l'une à Yellowknife et l'autre à Hay River. La Commission scolaire numéro 1 de Yellowknife (Yellowknife Education District No. 1) gère sept écoles en ville et une à Dettah. Les Écoles catholiques de Yellowknife (Yellowknife Catholic Schools) gèrent trois écoles publiques catholiques en ville. La ville abrite le Collège nordique francophone et un campus du collège Aurora.

### Autres services publics
Le recyclage est possible à Yellowknife. La ville a également un système de compostage depuis 2009. La municipalité a la responsabilité du déneigement. La municipalité projette d'utiliser la chaleur émanant de l'ancienne mine Con pour chauffer les édifices du centre-ville.

### Médias et communications
Le Yellowknifer est un journal bi-hebdomadaire publié le mercredi et le vendredi. News/North est un hebdomadaire distribué le lundi dans tout le territoire. Tous deux sont la propriété de Northern News Services. L'Aquilon est l'hebdomadaire de langue française, publié tous les vendredis.
Trois journaux sont publiés en ville et les magazines Edge YK, Up Here et Above&Beyond sont distribués à l'échelle du pays. Deux journaux publiés au sud sont aussi distribués quotidiennement en ville. Il y a quatre stations de radio. Trois stations de télévision, CBC Television, Global Television Network et le Réseau de télévision des peuples autochtones (RTPA, ou APTN en anglais) ont aussi un bureau en ville. La télévision par satellite et Internet complètent l'offre médiatique.

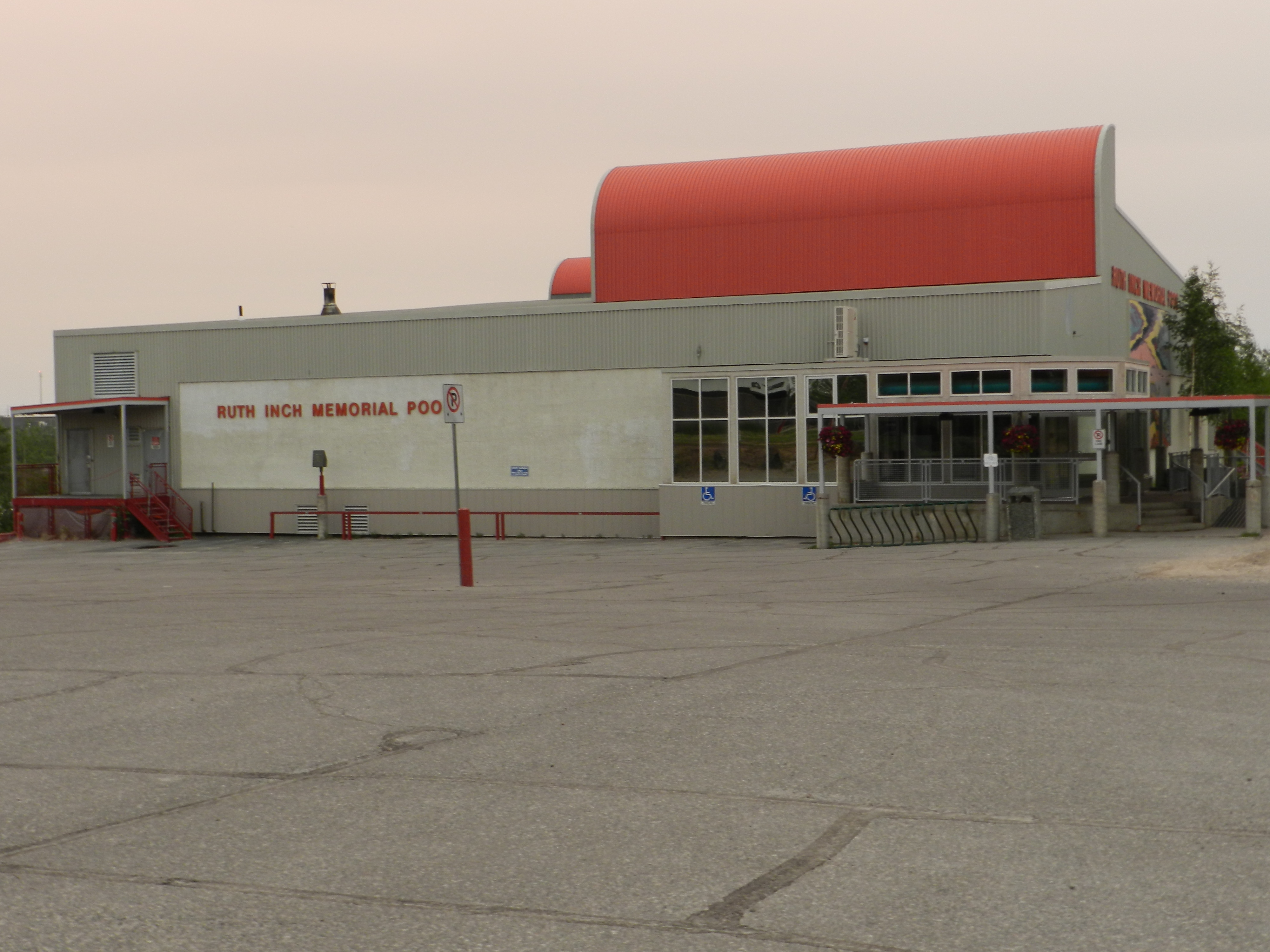
La Ruth Inch Memorial Pool.

### Sport
Il y a une piscine intérieure, la Ruth Inch Memorial Pool.

#### Organisations sportives
Les organisations sportives de la ville sont :
- Aurora Horse Association
- Aurora Minor Soccer
- Aurora Ukrainian Dancers
- Canadian Championship Dog Derby
- Collective Soul Space
- Diamond City Roller Derby
- Dog Trotters Association
- Great Slave Sailing Club
- Great Slave Snowmobile Association - Trail Riders
- Great White North Airsoft
- Sport North
- Little League Baseball
- NWT Motorsports Club
- NWT Riders Association
- NWT Snowboard Association
- Paddlers for Parts
- Potential Volleyball Club (youth)
- Ruff Diamonds Dog Agility Club
- Saulabi Kumdo
- Somba K'e Paddling Club
- Special Olympics NWT
- Steve Nash Youth Basketball
- Canadian Tai Chi Academy
- T'idene Taekwondo Club
- The Rock Skatelife Skateboard Ministry
- WIMPS hockey (adult)
- Women in the Wind Midnight Sun Chapter
- Yellowknife Adult Soccer League
- Yellowknife Arena Football League
- Yellowknife Badminton Club
- Yellowknife Basketball Association
- Yellowknife Beach Volleyball
- Yellowknife Broomball
- Yellowknife Climbing Club
- Yellowknife Community Garden Collective
- Yellowknife Curling Centre
- Yellowknife Dance Collective
- Yellowknife Exiles Rugby
- Yellowknife Fastball League
- Yellowknife Goju-Ryu Karate Club
- Yellowknife Golf Club
- Yellowknife Gymnastics Club
- Yellowknife Hash House Harriers
- Yellowknife Minor Fastball Association
- Yellowknife Minor Hockey Association
- Yellownife Motocross Association
- Yellowknife Mountain Bike Club
- Yellowknife Multisport Club
- Yellowknife Oldtimers Hockey Association
- Yellowknife Philippine Basketball League
- Yellowknife Polar Bear Swim Club
- Yellowknife Rec Hockey League
- Yellowknife Scottish Country Dancers
- Yellowknife Shooting Club
- Yellowknife Skating Club
- Yellowknife Ski Club
- Yellowknife Slopitch
- Yellowknife Speed Skating Club
- Yellowknife Taekwondo Tigers
- Yellowknife Tennis Club
- Yellowknife Ultimate Club
- Yellowknife Volleyball Association
- Yellowknife Wado Kai Karate
- Yellowknife Women's Hockey
- Yellowknife Zone Bowlers Association
- YK Floor Hockey Association

### Religion
Yellowknife compte quatorze lieux de culte chrétiens, soit l'église Calvary Community, l'église baptiste Central Arctic, l'Alliance chrétienne et missionnaire, l'église pentecôtiste Cornerstone, l'église Glad Tidings, l'église luthérienne Holy Family, l'église anglicane Holy Trinity, l'Armée du salut, l'Église adventiste du septième jour, la cathédrale catholique romaine St. Patrick's, l'église du Christ de Yellowknife, l'église Yellowknife First Assembly, l'église unie de Yellowknife et l'église Vineyard de Yellowknife.
La cathédrale St. Patrick's est le siège du diocèse de Mackenzie-Fort Smith, suffragant de l'archidiocèse de Grouard-McLennan. L'église Holy Trinity est également le siège du diocèse anglican de l'Arctique depuis 1996; il fait partie de la province ecclésiastique de la Terre de Rupert.

## Culture

### Bibliothèque publique
La bibliothèque publique de Yellowknife dessert les citoyens depuis 1949. La bibliothèque travaille afin de soutenir les besoins éducatifs et récréatifs de lecture de même que les besoins visuels et d'écoute de ses usagers.
La collection de la bibliothèque regroupe 60 000 articles variés. Des ressources en ligne sont aussi disponibles.
Enfin la bibliothèque offre un espace confortable dans ses bâtiments,.

### Personnalités
- Bill Braden, homme politique et ancien journaliste ;
- Alex Debogorski, camionneur et personnalité de l'émission Le Convoi de l'extrême ;
- Joe Handley, ancien enseignant, dixième premier ministre des Territoires du Nord-Ouest ;
- Margot Kidder, actrice, connue pour son rôle de Lois Lane dans les films de Superman des années 1970 et 1980 ;
- Kevin Koe, champion du monde de curling ;
- Tobias Mehler, acteur, connu pour ses rôles dans les séries Battlestar Galactica et La Porte des étoiles/Stargate SG-1 ;
- Dustin Milligan, acteur, connu pour son rôle dans la série 90210 Beverly Hills : Nouvelle Génération.
- John Sissons, homme politique et premier juge de la Cour suprême des Territoires du Nord-Ouest ;
- Max Ward, pilote de brousse et fondateur de Wardair ;
- Les Stroud, réalisateur et expert en survie, animateur de la série télévisée Le Survivant.

### Architecture et monuments

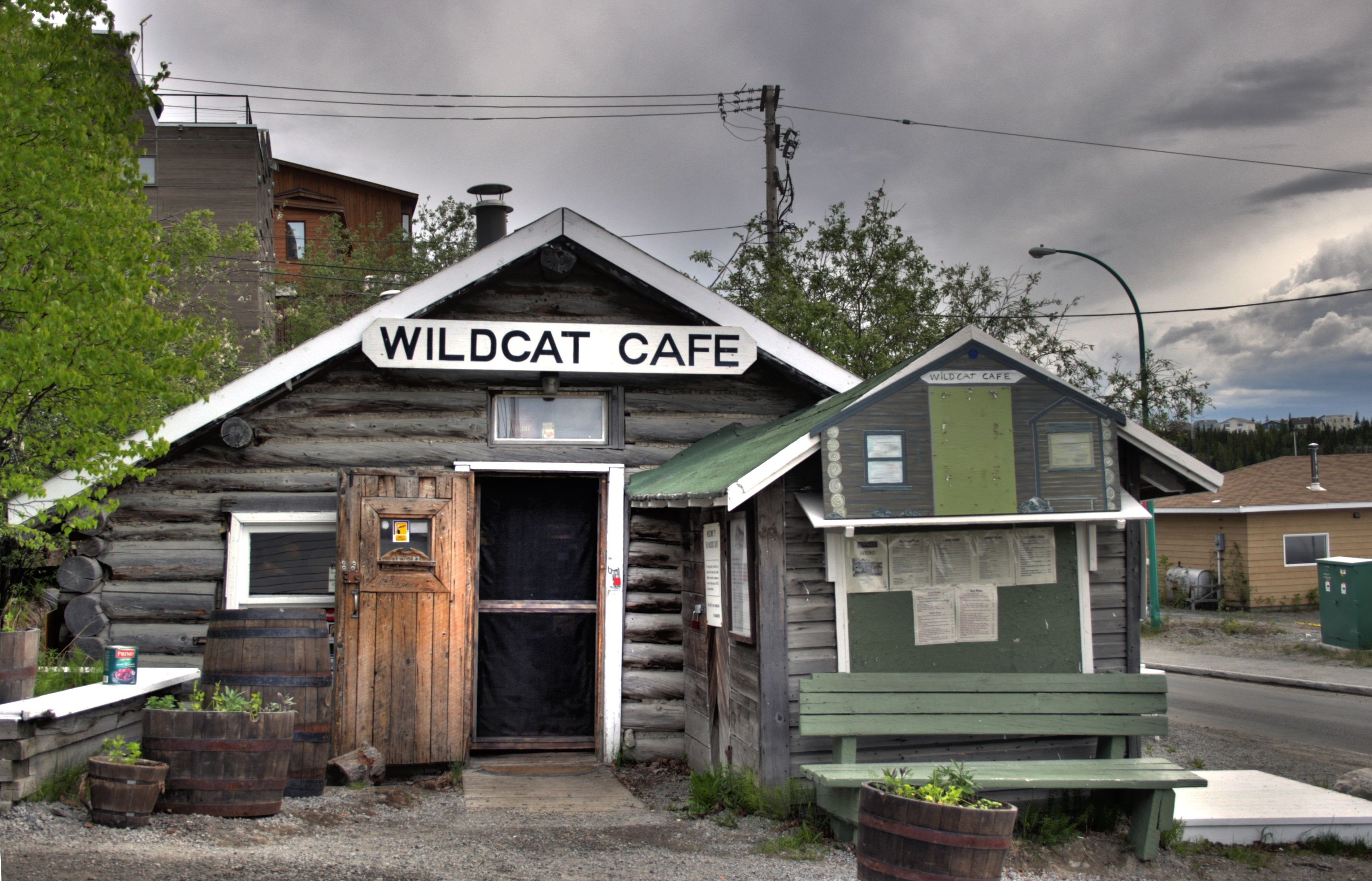
Le café Wildcat.

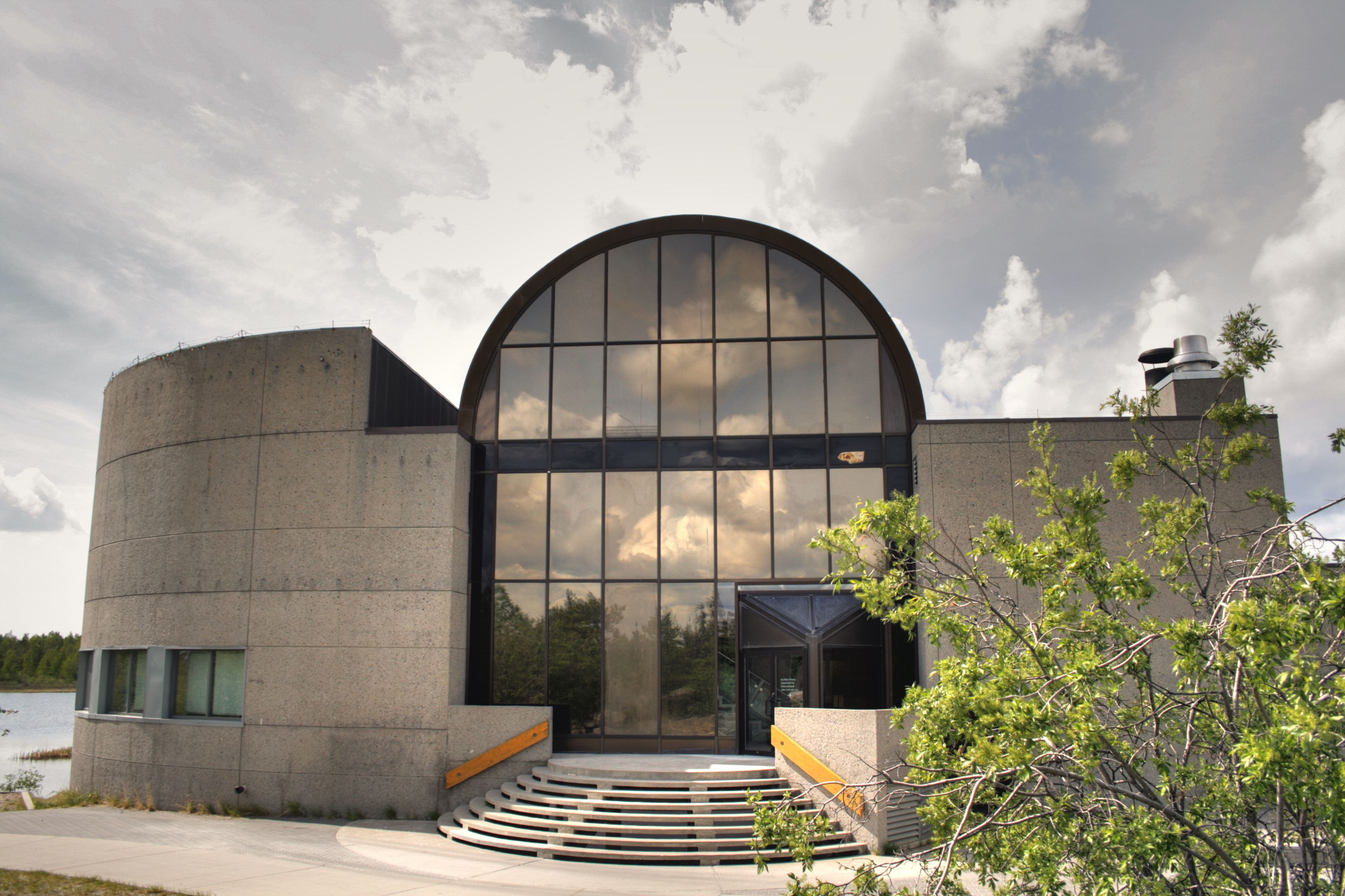
Le Musée Prince of Walles.

Yellowknife compte plusieurs bâtiments de grande hauteur, le plus grand édifice étant une tour d'habitation de 19 étages. Il y a de nombreuses maisons modernes avec fondation mais aussi des maisons mobiles. En effet, le pergélisol n'est pas toujours continu, rendant certains terrains instables. La situation de la ville et la nature du sol rendent aussi l'usage d'explosifs courant dans la construction. Le vieux quartier de la ville, ou Old Town, compte toujours plusieurs cabanes de pionniers, toujours habitées car moins dispendieuses. Ce quartier compte neuf lieux historiques municipaux.
- Café Wildcat[38].
- Bureau de poste de Yellowknife[39].
- Entrepôt de la Compagnie de la baie d'Hudson[40].
- Studio Fireweed[41].
- Vieille école en bois rond[42].
- Cimetière Back Bay[43].
- Base d'hydravions du Canadien Pacifique[44].
- Vieil édifice de la Banque de Toronto[45].
- Bullock's Fish and Chips[46].

### Héraldique
|  | Les armes de Yellowknife se blasonnent ainsi : D'azur au bâtiment d'extraction minière d'argent issant d'une couche de déchets d'extraction au naturel elle-même posée sur une couche d'or, à la rivière formée de sept fasces ondées d'azur et d'argent en pointe [portant un bateau minier d'argent], accompagné en chef d'une feuille d'érable d'or à dextre et un trophée en sautoir formé d'une pelle et d'une pioche d'or à senestre, le tout surmonté d'une aurore boréale d'argent. |

### Jumelages
Yellowknife est jumelée à trois villes:
| Ville | Ville     | Pays | Pays       | Période                     |
| ----- | --------- | ---- | ---------- | --------------------------- |
|       | Fairbanks |      | États-Unis |                             |
|       | Iakoutsk  |      | Russie     | depuis le 26 septembre 1993 |
|       | Reno      |      | États-Unis |                             |

## Tourisme
L'Association des visiteurs du nord de la frontière (Northern Frontier Visitors Association) est l'organisme qui agit à titre d'office de tourisme pour la ville de Yellowknife. L'organisme a été fondé en 1983. Sa mission est de se consacrer à la promotion et au maintien du tourisme dans la région de la ville de Yellowknife,.
La ville de Yellowknife publie de son côté un guide des visiteurs pour ceux qui voudraient visiter la ville.